# Žimantas Pacevičius
Žimantas Pacevičius (* 5. November 1963 in Vilnius) ist ein litauischer Verwaltungsjurist und Politiker (Vizeminister in Litauen).

## Leben
1984 absolvierte er Industriepädagogisches Technikum Saratov und 1996 das Masterstudium an der Lietuvos policijos akademija (LPA). Von 1984 bis 1990 arbeitete er an der 30. Berufsmittelschule Vilnius, von 1990 bis 1991 in der Kriminalpolizei, von 1991 bis 1993 an der LPA, ab 1993 im Polizeidepartement am Innenministerium Litauens. 
Ab 1997 arbeitete er bei Specialiųjų tyrimų tarnyba, ab 1999 stellvertretender Leiter und von 2007 bis Oktober 2012 Leiter von STT, seit Dezember 2012 stellvertretender Innenminister Litauens (Stellvertreter von Minister Dailis Alfonsas Barakauskas).
Seit 2019 ist er Mitglied der Partei LSDP.